# Italiens liberala parti
Italiens liberala parti, Partito Liberale Italiano, PLI, var ett italienskt liberalt parti som förespråkade en fri marknad, grundat ursprungligen 1861 men återetablerat av Benedetto Croce 1943. Partiet upplöstes den 6 februari 1994, då det efterträddes av sex andra partier.